# Лагундо
Лагундо, Лаґундо (італ. Lagundo) — муніципалітет в Італії, у регіоні Трентіно-Альто-Адідже,  провінція Больцано.
Лагундо розташоване на відстані близько 550 км на північ від Рима, 70 км на північ від Тренто, 27 км на північний захід від Больцано.
Населення — 5002 особи (2014).

## Демографія
Населення за роками:

Станом на 1 січня 2023 року в муніципалітеті офіційно проживали 462 іноземці з 47 країн, серед них 231 громадянин країн Євросоюзу та 20 громадян України.

## Сусідні муніципалітети
- Лана
- Марленго
- Мерано
- Натурно
- Парчинес
- Плаус
- Тіроло